# لاقودخ بینه
لاقودخ بینه (به لاتین: Laqodexbinə، به آواری: Лагадухъ) یک منطقه مسکونی در جمهوری آذربایجان است که در شهرستان زاقاتالا واقع شده است.